# Ceratina bowringi
Ceratina bowringi är en biart som beskrevs av Baker 2002. Ceratina bowringi ingår i släktet märgbin, och familjen långtungebin. Inga underarter finns listade i Catalogue of Life.